# 고귀남
고귀남(高貴男, 1933년 9월 6일~2022년 5월 15일)은 대한민국의 제10·11·12대 국회의원이다. 본관은 제주이며, 전라남도 강진 출생이다.

## 학력
- 광주서중학교 졸업
- 광주고등학교 졸업
- 전남대학교 공과대학 학사
- 전남대학교 경영학 석사
- 조선대학교 경영학 박사

## 경력
- 전남매일신보사 정치부장, 편집부국장
- 제10대 국회의원(통일주체국민회의)
- 제11대 국회의원(민주정의당)
- 제12대 국회의원(광주 동·북구 / 민주정의당)
- 민주공화당 전남도지부 선전부장, 조직부장, 사무국장
- 민주정의당 국책연구소장(중앙집행위원)
- 한나라당 당무위원
- 1988년 서울 패럴림픽대회 조직위원장
- 한국장애인고용촉진공단이사장(초대)

## 역대 선거 결과
|  | 0% |

|  | 35.6% |

|  | 27.80% |

|  | 10.72% |

|  | 6.21% |